# Коршунов, Леонид Алексеевич
Леонид Алексеевич Коршунов (1904—1996) — кораблестроитель, начальник ЦНИИ военного кораблестроения, доктор технических наук, инженер-вице-адмирал.

## Биография
Коршунов Леонид Алексеевич родился 12 июня 1904 года, в местечке Аракчеевские казармы Новгородской губернии в семье военного, подполковника 87-м Нейшлотского пехотного полка Алексея Кузьмича Коршунова (1844—1908).
В 1911 году, после смерти отца, был определён в пансион-приют «Белый крест» — закрытое военизированное учебное заведение, готовившее мальчиков к поступлению в кадетские корпуса.
С 1915 по 1918 годы учился в Первом кадетском корпусе в Санкт-Петербурге.
В 1922 году окончил Новгородский механический техникум.
В 1927 году окончил механический отдел Военно-морского инженерного училища им. т. Дзержинского.
С 1927 по 1932 год служил инженер-механиком на кораблях Морских сил Балтийского флота в должностях от трюмного механика до командира электро-механической части (БЧ-5). С 1927 по 1930 год — трюмным механиком линейного корабля «Октябрьская Революция», с декабря 1930 года по сентябрь 1932 года — старшим инженер-механиком лидера эскадренных миноносцев «Ленинград» и одновременно в 1928—1929 годы был приватным преподавателем Машинной школы Учебного отряда в Кронштадте МСБМ и ВМИУ им. Ф. Э. Дзержинского в 1931—1932 годах.
В 1932—1933 годах работал старшим инженером научного института военного кораблестроения.
В 1933—1934 годах служил командиром электро-механического сектора (боевая часть 5) на линейном корабле «Октябрьская Революция».
В январе 1936 года окончил машиностроительный факультет Военно-морской академии
В августе — октябре 1936 года временно исполнял должность флагманского механика бригады линейных кораблей Балтийского флота. С октября 1936 года по сентябрь 1938 года старший военпред военной приемки Управления кораблестроения ВМФ в Ленинграде. До 1940 года был наблюдающим и главным наблюдающим за проектированием и строительством линкора проекта 23 типа «Советский союз».
С 1938 по 1940 год исполнял обязанности старшего инженера Научно-технического комитета (НТК) наркомата ВМФ. С августа 1940 года начальник 6-го отдела (механического) НТК ВМФ.
В период Великой Отечественной войны находился в блокадном Ленинграде, с января по июнь 1942 года был инженером резервной группы, затем до сентября 1943 года — начальником механического отдела, с сентября 1943 года по январь 1946 года заместителем начальника НТК ВМФ и руководителем ленинградской группы НТК ВМФ.
В 1945—1947 годах находился в Германии. Во второй половине 1945 года взял под контроль все германские судостроительные архивы, организовал розыск и привлечение к работе уцелевших инженеров-кораблестроителей, в результате к концу года судостроительная промышленность СССР была обеспечена чертежами практически всех типов немецких военных кораблей и большой части гражданских судов. Затем был начальником Конструкторского бюро в Берлине.
В 1947 года был назначен заместителем, а с 1950 по 1969 годы был начальником ЦНИИ военного кораблестроения.
27 января 1951 присвоено звание инженер-контр-адмирал, 25 мая 1959 года — инженер-вице-адмирал.
В 1965 году защитил докторскую диссертацию, с 1966 — профессор, в 1968 году присвоено звание заслуженный деятель науки и техники РСФСР.
С мая 1969 года в запасе по болезни, до 1988 года продолжал работать старшим научным сотрудником института.
Умер Л. А. Коршунов в 1996 году. Похоронен на Северном кладбище.

## Награды
- Два ордена Ленина (1947, 1966)
- Орден Октябрьской революции (1984)
- Два ордена Красного Знамени (1944, 1953)
- Орден Трудового Красного Знамени (1963)
- Орден Красной Звезды (1942)
- Медали
- Именное оружие (1954)
- Знак «Заслуженный деятель науки и техники РСФСР»

## Семья
- Отец — Алексей Кузьмич Коршунов (1844—1908), подполковник 87-м Нейшлотского пехотного полка.
- Мать — Нелли Ивановна Коршунова (1868—апрель 1942), умерла в блокадном Ленинграде. Место захоронения: Пискаревское кладб., братская могила 12.
- Сестра — Мария, была замужем за профессором Горного института Леонидом Аристовичем Пиппер (репрессирован).
- Жена — Анна Фёдоровна Коршунова (урождённая Алексеева), дочь новгородского купца 2-й гильдии Федора Георгиевича и Екатерины Ивановны Алексеевых.
- Сын — Коршунов Юрий Леонидович (5.01.1930-2018), контр-адмирал, доктор военно-морских наук, профессор, академик Академии военных наук[4][5].

## Публикации
- Коршунов Л. А. 70 лет на флоте и военном кораблестроении. — СПб.: СПМБМ Малахит, 1998. — 202 с.
- Коршунов Л. А. Гонка линкоров Гангут. — Вып. 8. — СПб., 1995. — С. 140—142.
- Коршунов Л. А. О линкоре «Советский Союз» мне довелось докладывать Сталину // Новый Часовой. — 1997. — № 5. — С. 270—274.